# 勇気一つを友にして
「勇気一つを友にして」（ゆうきひとつをともにして）は、日本の楽曲。作詞は片岡輝、作曲は越部信義で、ギリシャ神話に登場するイカロスの話を題材としている。

## 概要
1975年10月と11月に、NHKの『みんなのうた』で放送された。歌は山田美也子、アニメーション映像は毛利厚が担当した。
ギリシャ神話の『ダイダロスとイカロスの話』を題材にした歌で、1番から3番までは鳥の羽を着けたイカロスが天まで登るも墜落死するまでを描き、4番では現代の子供がイカロスの『鉄の勇気』を受け継ぐという内容になっており、元の神話とは逆の教訓となっている。
歌った山田は、1971年7月から1973年4月までヤング101のメンバーとして、同局放送の『ステージ101』に出演していたが、この時期はNET（現：テレビ朝日）系列の子供番組『とべとべ!パンポロリン』に、お姉さん役でレギュラー出演しており、NHKでの活動は2年半ぶりであった。
放送では1番後の間奏は省かれ、4番で転調している。またラスト近くの4小節は初回発売のテキストと放送とで異なっていたが、再放送後にテキストも放送と同じ音程に変更された。このように再放送後に音程が変更されて記載されるのは珍しい。同曲は小学校高学年の課題曲として各社の教科書に掲載されてきた。1979年版の「小学生の音楽6」（教育芸術社発行）に掲載されていることから、1970年代末には既に課題楽曲として選定されていたことがわかる。

## エピソード
- バラエティ番組『マツコ&有吉の怒り新党』では出演者の有吉弘行が小学校時代に歌ってトラウマになった曲として同曲を紹介している[6]。
- 2022年1月から、PlayStation 5のゲーム『BABYLON'S FALL（英語版）』日本版のCMにて本曲が使用されている[7]。

## 再放送
- 1976年10月 - 11月
- 1979年2月 - 3月
- 1985年10月 - 11月
- 1986年12月 - 1987年1月
- 1989年8月 - 9月
- 1990年4月 - 5月
- 2006年10月 - 11月（ラジオのみ）
- 2009年2月 - 3月
- 2013年8月 - 9月
- 2019年2月 - 3月
- 2021年7月[注 1]
- 2023年10月 - 11月
- 2025年6月 - 7月

## 収録CD
歌手の山田美也子は当時日本コロムビアの専属だったため、レコードやCDはコロムビアから発売された。
- NHK「みんなのうた」40周年ベスト（COCX-31412）
- NHKみんなのうた（COCX-32069）
- NHKみんなのうた ～レレの青い空（COCX-33219）
- 「みんなのうた」45周年 ベスト曲集～北風小僧の寒太郎/山口さんちのツトム君～（COCX-33840）

## カバー
- ひばり児童合唱団（ビクターエンタテインメント版カバー音源）
- 杉並児童合唱団（教育芸術社『3訂版 歌はともだちCD下巻』収録）
- 佐咲紗花（2011年発売のアルバム『「日常」の合唱曲』収録）
- 夕食ホット（2020年発売のEP『たたかい』収録）